# Ba (Fiji)
Ba és una ciutat i una província de la Divisió Oest de Fiji. La localitat es troba a 37 km de Lautoka i a 62 km de Nadi.

## Característiques
Situada a l'interior de Viti Levu, l'illa més gran de Fiji, Ba té una àrea de 327 km² i, segons el cens de 1996, una població de 14.596 habitants. La ciutat està construïda a la riba del riu Ba, al qual deu el nom.